# Gypsonoma nitidulana
Espèce
Gypsonoma nitidulana est une espèce de papillons de la famille des Tortricidae.